# Polypodium riograndense
Polypodium riograndense är en stensöteväxtart som beskrevs av Carl Axel Magnus Lindman. Polypodium riograndense ingår i släktet Polypodium och familjen Polypodiaceae. Inga underarter finns listade.